# Códigos de fome Indiano
Os Códigos de fome Indiano, desenvolvidos pelo governo colonial Britânico na década de 1880, é uma das primeiras escalas de insegurança alimentar. Os códigos de fome eram definidos como três níveis de insegurança alimentar: quase escasso, escasso e fome. "Escassez" era definida como três anos sucessivos de falha de colheita, produção agrícola em 1/3 ou 1/2 do normal, e grandes populações em agonia. A definição de "Fome" também inclui um aumento nos preços dos alimentos em 140% do "normal", o movimento de pessoas em busca de alimentos, e mortalidade generalizada.